# Afrodascalia trifurca
Afrodascalia trifurca är en insektsart som beskrevs av Medler 1988. Afrodascalia trifurca ingår i släktet Afrodascalia och familjen Flatidae. Inga underarter finns listade i Catalogue of Life.